# Henri Ledru
Pour les articles homonymes, voir Ledru.
Henri Ledru, né le 14 novembre 1901 à Mamers (Sarthe) et décédé le 6 juillet 1975 au Mans (Sarthe), est un syndicaliste, résistant et homme politique socialiste français.

## Biographie
Né dans un milieu populaire, Henri Ledru travaille d'abord comme électricien au sein de la Marine nationale, de 1919 à 1925, avant de poursuivre sa carrière dans le civil : ouvrier, technicien puis chef de service dans une société de distribution d'électricité dans la Sarthe.
Dans cette période, il s'investit surtout dans l'action syndicale, tout en étant adhérent de la SFIO. En 1937, il devient vice-président du Groupement national des cadres CGT, qui vient d'être créé. Il est aussi, jusqu'à la guerre, trésorier de l'union départementale CGT de la Sarthe.
Résistant pendant la guerre, il est, après l'arrestation fin 1943 de Jules Pottier, le principal dirigeant de la CGT clandestine dans le département. Il participe aussi aux activités de Libération-Nord, et il est officier des Forces françaises de l'intérieur.
Cet engagement le conduit à prendre la présidence du Comité départemental de Libération en 1944. Il réintègre au même moment la direction du GNC-CGT, présidé par John Ottoway.
Présent sur la liste socialiste pour l'élection de l'assemblée constituante, en octobre 1945, il est élu député, et réélu en juin 1946, bien que la SFIO perde un de ses trois sièges. Il ne perd cependant pas ses liens avec le monde syndical, il participe ainsi, en tête de cortège, à une grande manifestation au Mans en juillet 1946. L'année suivante, contrairement à la très grande majorité des socialistes, il désapprouve la scission menée par FO, et reste fidèle à la CGT.
Militant unitaire, il est en désaccord avec les positions anti-communistes de la direction de la SFIO, et du chef de file socialiste local, Christian Pineau. Souffrant de la concurrence de François Dornic, à qui il reprochait de n'avoir fait aucun acte de résistance, pour la seconde place sur la liste, il décide de ne pas se représenter aux élections de novembre 1946, où les socialistes n'obtiennent qu'un seul député.
Il fait alors le choix de se présenter sur une liste d'union, soutenue par le PCF, aux élections municipales du Mans de 1947. Il est élu conseiller municipal, et ne se représente pas à l'élection suivante, en 1953. Cette candidature lui vaut une exclusion de la SFIO. Il participe alors à la construction du Parti socialiste unitaire, qu'il ne parvient cependant pas à développer dans la Sarthe.
Bien que considéré comme un « compagnon de route » du PCF, il n'hésite pas à se présenter sous la seule étiquette du PS Unitaire aux cantonales de 1949, dans le troisième canton du Mans. Largement distancé, il se désiste pour le candidat du PCF, qui n'est cependant pas élu. Il s'engage alors principalement au sein des Combattants de la Paix et de la Liberté, qui mènent campagne contre la guerre d'Indochine.
Après la déréliction du PS Unitaire, il rejoint la Nouvelle Gauche. C'est avec cette étiquette, et le soutien de l'Union des forces démocratiques, qu'il se présente aux municipales au Mans en 1959, où il n'obtient que 5,7 % des voix. Après cet échec, il s'éloigne de la vie politique pour se consacrer aux associations d'anciens combattants.

## Distinctions
- Médaille de la Résistance française (15 juin 1946)[2]

## Sources
1. ↑  Dictionnaire biographique du mouvement ouvrier, notice de Gérard Boëldieu
2. ↑  « - Mémoire des hommes », sur www.memoiredeshommes.sga.defense.gouv.fr (consulté le 3 juillet 2023)

- Ressource relative à la vie publique :   - Base Sycomore
- Dictionnaire biographique du mouvement ouvrier, notice de Gérard Boëldieu